# Regione di Mahilëŭ
La regione di Mahilëŭ (in bielorusso Магілёўская вобласць?, Mahilëŭskaja voblasc') o oblast' di Mogilëv (in russo Могилёвская область?, Mogilëvskaja oblast') è una delle sei regioni (voblasci) della Bielorussia.

## Geografia fisica
La regione occupa il 14% del territorio del paese e vi risiede il 12,2 % della popolazione. Sorge ad est della Bielorussia, al confine con la Russia. Le regioni confinanti sono quelle di Brėst, Minsk e Homel'.

## Suddivisione
La regione è divisa in 21 distretti più 2 urbani (Babrujsk e Mahilëŭ). Qui riportato l'elenco:
- Distretto di Asipovičy
- Distretto di Babrujsk
- Distretto di Bjalyničy
- Distretto di Bychaŭ
- Distretto di Čavusy
- Distretto di Čėrykaŭ
- Distretto di Chocimsk
- Distretto di Drybin
- Distretto di Hlusk
- Distretto di Horki
- Distretto di Kascjukovičy
- Distretto di Kiraŭsk
- Distretto di Kličaŭ
- Distretto di Klimavičy
- Distretto di Krasnapol'e
- Distretto di Kruhlae
- Distretto di Kryčaŭ
- Distretto di Mahilëŭ
- Distretto di Mscislaŭ
- Distretto di Škloŭ
- Distretto di Slaŭharad

## Città

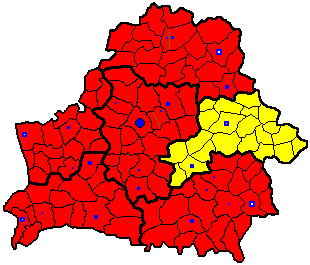
Mappa a suddivisione distrettuale

### Centri maggiori
- Mahilëŭ (365.100)
- Babrujsk (220.800)
- Asipovičy (34.700)
- Horki (34.000)
- Kryčaŭ (28.200)

### Altri centri
- Bychaŭ
- Klimavičy
- Kascjukovičy
- Mscislaŭ